# Mimosa williamsii
Mimosa williamsii är en ärtväxtart som beskrevs av Henry Hurd Rusby. Mimosa williamsii ingår i släktet mimosor, och familjen ärtväxter. Inga underarter finns listade i Catalogue of Life.